# غار تنگ خشک سیوند
غار تنگ خشک سیوند مربوط به دوران پارینه‌سنگی جدید - دوران فرادیرینه‌سنگی است و در شهرستان پاسارگاد، بخش مرکزی، دهستان کمین، غرب روستای قوام آباد، تنگ خشک سیوند واقع شده و این اثر در تاریخ ۳۰ بهمن ۱۳۸۶ با شمارهٔ ثبت ۲۰۷۴۱ به‌عنوان یکی از آثار ملی ایران به ثبت رسیده است.